# Erpetogomphus sipedon
Erpetogomphus sipedon är en trollsländeart som beskrevs av Philip Powell Calvert 1905. Erpetogomphus sipedon ingår i släktet Erpetogomphus och familjen flodtrollsländor. IUCN kategoriserar arten globalt som livskraftig. Inga underarter finns listade i Catalogue of Life.